# Tapputi-Belatekallim
Tapputi o Tapputi-Belatekallim (Belatekallim és el títol que rep un superintendent d'un palau) és considerada de les dues primeres químiques de les quals els nom s'ha conservat. Es tracta d'una perfumista esmentada en una tauleta cuneïforme babilònica al voltant de 1200 aC. Va fer servir flors, oli i càlam juntament amb cyperus, mirra i bàlsam. Va afegir-hi aigua o altres dissolvents i després, destil·lant la solució, la va filtrar diverses vegades. És l'esment més antic en referència a un alambí.
També va ser encarregada del Palau Reial i va treballar amb una cercadora anomenada «…-ninu», manca la primera part del nom al document conservat.

## Destil·lació
Tapputi va desenvolupar mètodes propis de destil·lació de perfums: la recepta es va publicar al llibre Early Arabic Pharmacology: An Introduction Based on Ancient and Medieval Sources. No és d'estranyar que les primeres referències històriques d'aquest procés es deuen a les dones. La primera descripció precisa d'una destil·leria es deu a l'alquimista Zòsim de Panòpolis al S. IV aC.